# 小蜆蝶屬
小蜆蝶屬（學名：Polycaena）是古蜆蝶亞科古蜆蝶族中的一個屬。小型蝴蝶。包含在內的9個種分佈於中國、俄羅斯西伯利亞、東歐至中歐。寄主植物為點地梅屬植物。

## 物種
- 紅脈小蜆蝶 （Polycaena carmelita）
- 歧紋小蜆蝶 （Polycaena chauchowensis）
- 喇嘛小蜆蝶 （Polycaena lama）
- 露婭小蜆蝶 （Polycaena lua）
- 密斑小蜆蝶 （Polycaena matuta）
- 第一小蜆蝶 （Polycaena princeps）
- 小蜆蝶 （Polycaena tamerlana）
- 鐵木小蜆蝶 （Polycaena timur）
- 雲南小蜆蝶 （Polycaena yunnana）